# Ортез
Орте́з (фр. Orthez) — город французского департамента Атлантические Пиренеи, расположенный на правом берегу Гав-де-По. Станция на железной дороге Байонна — По. Нас. 11 тыс. жит. (2006).
В конце XII века Ортез перешёл от виконтов Дакса к виконтам Беарна и вскоре сделался их главной резиденцией. После оккупации Южной Наварры испанцами короли Наварры перенесли свою столицу из Памплоны в Ортез. Жанна д’Альбре учредила здесь кальвинистский университет, где преподавал, среди прочих, Теодор Беза. Попытка католиков овладеть Ортезом в 1569 году была отбита графом Монгомери. В феврале 1814 г. под Ортезом герцог Веллингтон нанёс поражение маршалу Сульту.
О богатой истории города напоминают средневековые особняки и пятиугольная башня XIII века, уцелевшая от замка виконтов Беарна. Неофициальный символ города — укреплённый арочный мост XIV века через реку Гав-де-По.

## Персоналии
- Кюртис, Жан-Луи — французский писатель, лауреат Гонкуровской премии (1947)

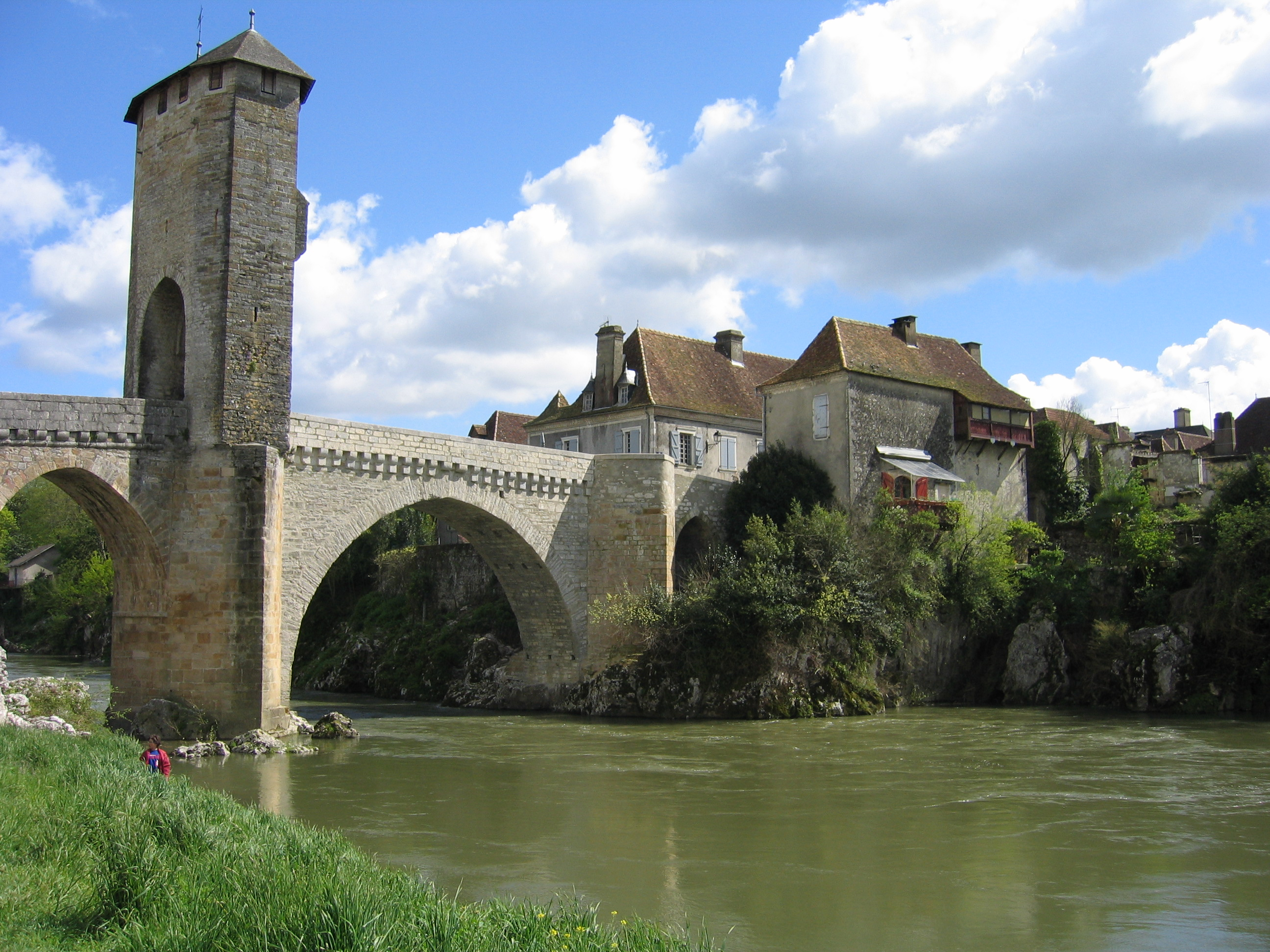
Средневековый мост в Ортезе